# Aéroport d'Akureyri
Pour les articles homonymes, voir BIAR.
L'aéroport d'Akureyri (islandais : Akureyrarflugvöllur) (code IATA : AEY • code OACI : BIAR) est un aéroport islandais desservant la ville d'Akureyri, seconde ville du pays, dans le nord de l'île. C'est un aéroport d'importance nationale. L'aéroport est situé au sud d'Akureyri. L'exploitation de l'aéroport est assurée par Isavia.

## Histoire
Les premiers vols réguliers vers Akureyri ont commencé en 1928 avec l'utilisation d'hydravions. Les atterrissages et décollages étaient effectués depuis l'Eyjafjörður.
L'aéroport actuel a été construit à partir des années 1950 à l'embouchure de la rivière Glerá. La surface de la piste était en gravier jusqu'en 1967. En 2009, la piste fut agrandie et mesure désormais 2 400 mètres. 
Depuis le 1er mai 1999, le Musée Islandais de l'Aviation y est implanté.

## Situation

### Carte des aéroports d'Islande
| \| 40 km1:1 908 000 \| Akureyri Bakki Blönduós Breiðdalsvík Bíldudalur Djúpivogur Egilsstaðir Fagurhólsmýri Fáskrúðsfjörður Gjögur Grundarfjörður Grímsey Hornafjörður Hólmavík Húsavík Keflavík Kópasker Mývatn Norðfjörður Ólafsfjörður Patreksfjörður Raufarhöfn Reykjavík Rif Sauðárkrókur Selfoss Siglufjörður Stykkishólmur Vestmannaeyjar Vopnafjörður Ísafjörður Þingeyri Þórshöfn |
| 40 km1:1 908 000 |

## Compagnies et destinations
| Compagnies    | Destinations                                    |
| ------------- | ----------------------------------------------- |
| easyJet       | En saison : Londres-Gatwick                     |
| Edelweiss Air | En saison : Zurich                              |
| Icelandair    | Reykjavik En saison : Reykjavik-Keflavík        |
| Norlandair    | Grímsey, Nerlerit Inaat, Vopnafjörður, Þórshöfn |
| Transavia     | En saison charter : Amsterdam                   |

Édité le 07/01/2019. Actualisé le 02/06/2023.

## Statistiques
Pour des raisons techniques, il est temporairement impossible d'afficher le graphique qui aurait dû être présenté ici.

Voir la requête brute et les sources sur Wikidata.
| Année     | 2008    | 2009     | 2010     | 2011    | 2012     | 2013     | 2014     | 2015    | 2016    |
| --------- | ------- | -------- | -------- | ------- | -------- | -------- | -------- | ------- | ------- |
| Trafic    | 209 114 | 183 618  | 187 749  | 205 822 | 199 150  | 178 231  | 172 106  | 170 897 | 183 301 |
| Évolution | + 0,3 % | - 12,2 % | + 2,25 % | + 9,6 % | - 3,24 % | - 10,5 % | - 3,44 % | - 0,7 % | + 7,26% |

## Accès à l'aéroport
La route 821 dessert l'aéroport depuis Akureyri. L'aéroport n'est pas desservi par les transports en commun.

## Galerie

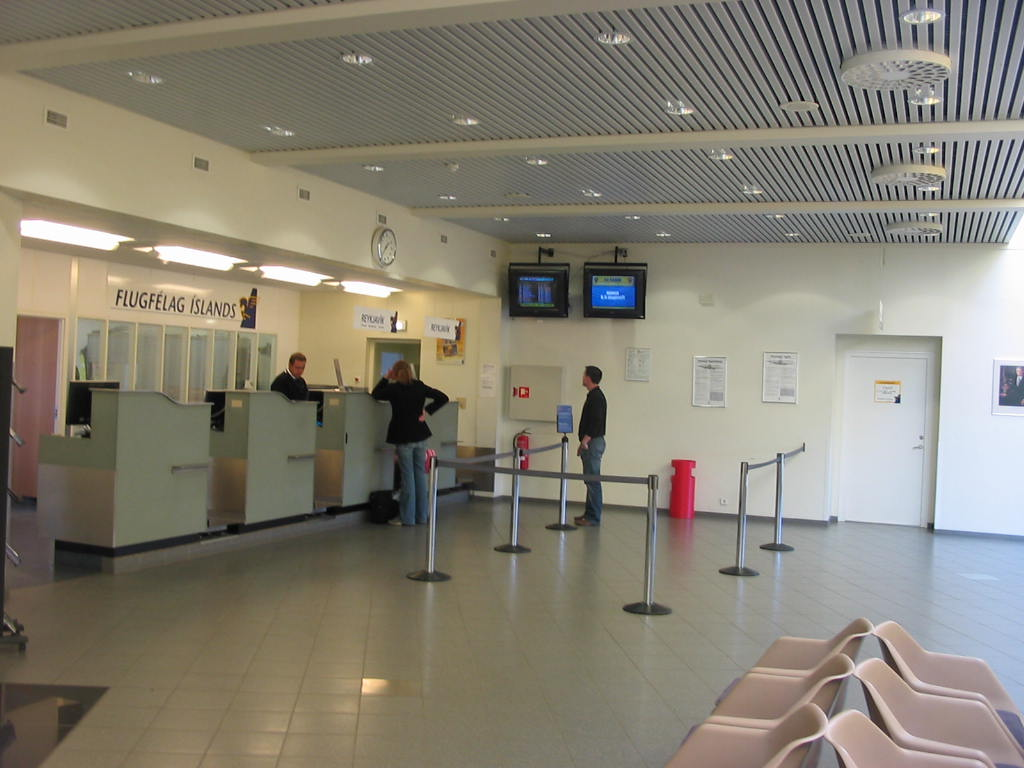
Enregistrement des bagages.
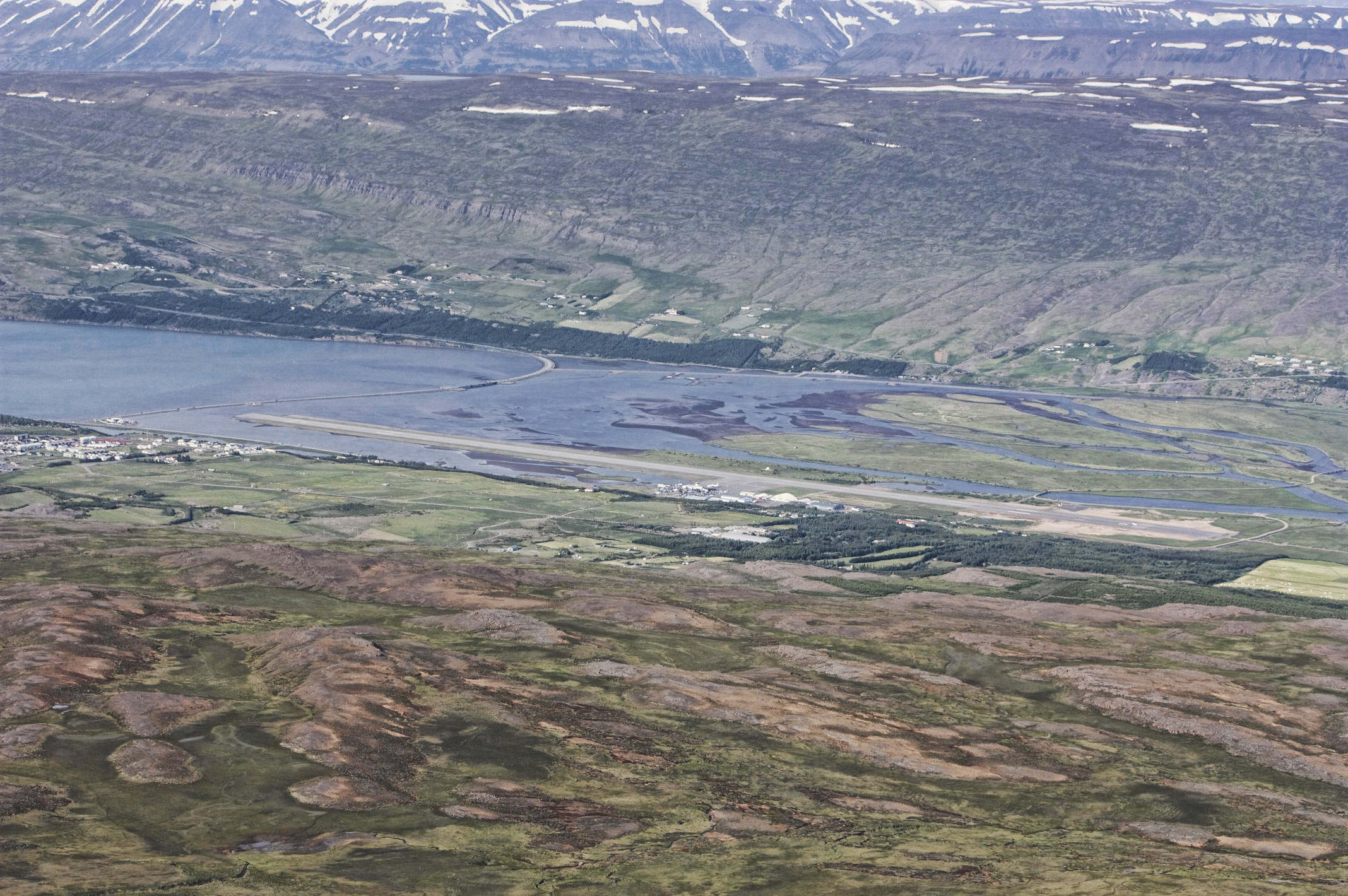
Vue aérienne de l'aéroport.
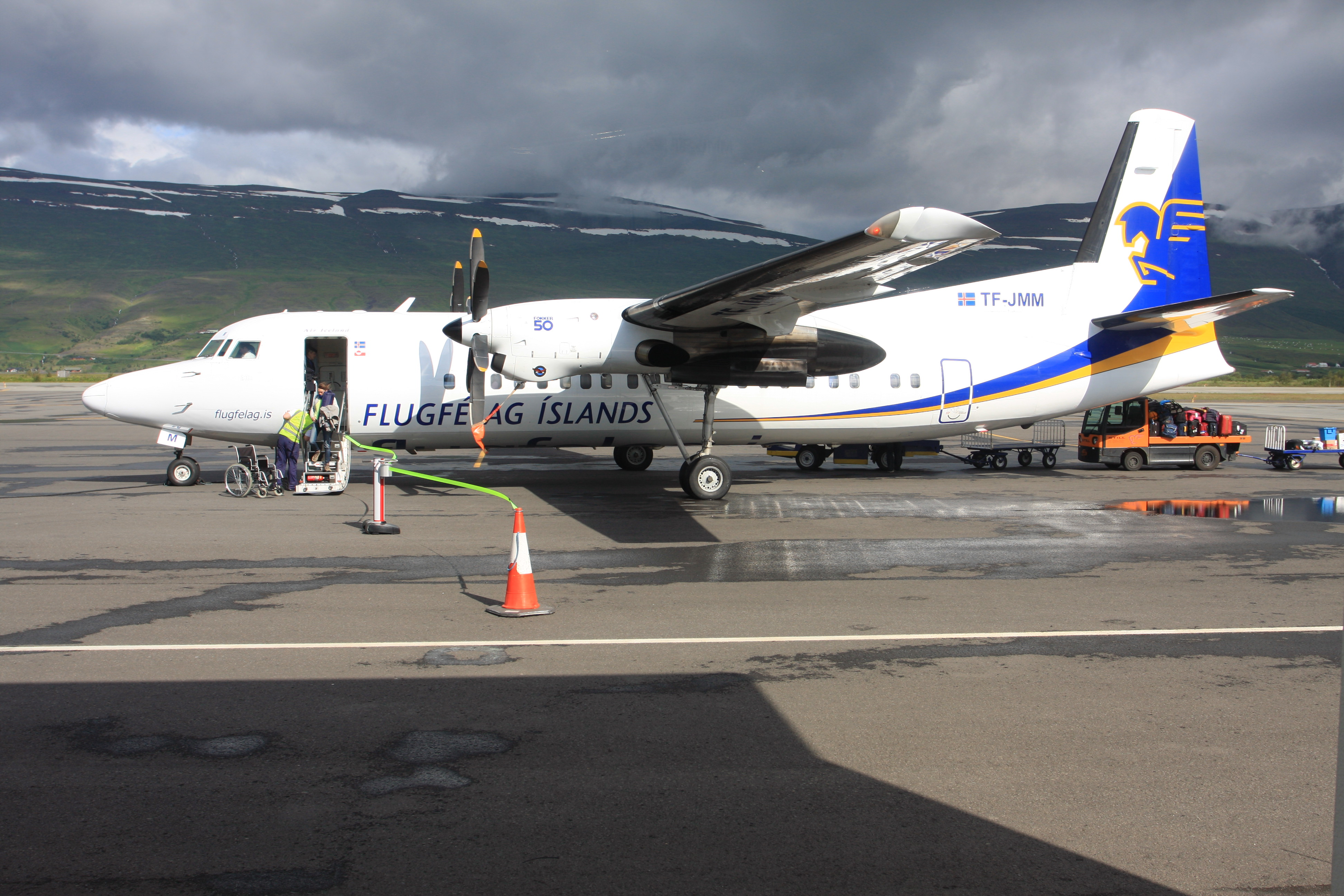
Avion d'Air Iceland à l'aéroport.